# Radu-Vasile Roșca
Radu-Vasile Roșca (n. 3 martie 1954) este un fost deputat român în legislatura 2000-2004, ales în județul Maramureș pe listele partidului PSD. Radu-Vasile Roșca a fost validat ca deputat pe data de 7 octombrie 2003, când l-a înlocuit pe deputatul Aurel-Constantin Ilie. Radu-Vasile Roșca a demisionat din Parlament pe data de 23 iulie 2004 și a fost înlocuit de deputatul Augusta-Maria Moș. 

## Legături externe
- Radu-Vasile Roșca Arhivat în 21 iunie 2024, la Wayback Machine. la cdep.ro